# Kabupaten Banjar
Kabupaten Banjar (engelska: Banjar Regency) är ett kabupaten i Indonesien.   Det ligger i provinsen Kalimantan Selatan, i den västra delen av landet, 1 000 km öster om huvudstaden Jakarta. Antalet invånare är 506 839.